# Prix littéraire Canada-Japon
Le prix littéraire Canada-Japon est financé par une partie des revenus du Fonds Japon-Canada, créé en 1988 grâce à un don de près d'un million de dollars fait par le gouvernement japonais au Conseil des Arts du Canada, pour soutenir des programmes visant à resserrer les liens entre les communautés artistiques des deux pays. Il comporte un volet francophone et un volet anglophone.
Le lauréat, de chaque volet, reçoit une bourse de 10 000 $.

## Lauréats
- 2016
  - Geneviève Blouin pour Hanaken, le sang des samourais
  - Lynne Kutsukake pour The Translation of Love
- 2014
  - Michel Régnier pour Seize tableaux du Mont Sakurajima
  - Ruth Ozeki pour A Tale for the Time Being
- 2012
  - François Gilbert pour Coma
  - Leslie Shimotakahara pour The Reading List
- 2010
  - Janick Belleau pour D’âmes et d’ailes/of souls and wings - tanka
  - Masako Fukawa avec Stanley Fukawa pour Spirit of the Nikkei Fleet: BC’s Japanese Canadian Fishermen

- 2008
  - André Duhaime et André Girard pour Marcher le silence – Carnets du Japon
  - Darcy Tamayos pour Odori

- 2006
  - Denis Thériault pour Le facteur émotif
  - John F. Howes pour Japan’s modern prophet: Uchimura Kanzô, 1861-1930

- 2004
  - Aki Shimazaki pour Wasurenagusa
  - Marie Clements pour Burning Vision

- 2002
  - Ook Chung pour Kimchi
  - Dennis Bock pour The Ash Garden
  - Michael David Kwan pour Things That Must Not Be Forgotten

- 2000
  - Ook Chung pour Le Testament de Tokyo
  - Michel Régnier pour L'Oreille gauche
  - Kerri Sakamoto pour The Electric Field
  - Sakurako Tanaka pour Bringing Home a Dragon: Belated return of a Tsugaru Ainu

- 1995
  - Hiromi Goto pour Chorus of Mushrooms
  - Gabrielle Bauer pour Tokyo, My Everest

- 1994
  - Margaret Lock pour Encounters with Aging: Mythologies of Menopause in Japan and North America

- 1993
  - Barbara Rose pour Tsuda Umeko and Women's Education in Japan

- 1992
  - Keibo Oiwa pour Stone Voices: Wartime Writings of Japanese Canadian Issei

- 1991
  - E. Patricia Tsurumi pour Factory Girls:Women in the Thread Mills of Meiji Japan

- 1990
  - Vinh Sinh pour The Future Japan (traduction de Shorai no Nihon de Tokutomi Sohō)

- 1989
  - Bernard Bernier pour Capitalisme, société et culture au Japon